# Crotaphatrema lamottei
Crotaphatrema lamottei é uma espécie de gimnofiono da família Scolecomorphidae.
É endémica dos Camarões.
Os seus habitats naturais são: regiões subtropicais ou tropicais húmidas de alta altitude, jardins rurais e florestas secundárias altamente degradadas.